# Roses (The Chainsmokers)

Screenshot tratto dal video del brano

Roses è un brano musicale del duo dance americano The Chainsmokers, pubblicato per il download digitale dal 16 giugno 2015, eseguito in accoppiata con la cantante americana Elizabeth Roze Mencel, meglio nota con lo pseudonimo Rozes. Il brano è stato pubblicato come secondo singolo estratto dall'extended play di debutto dei The Chainsmokers Bouquet.

## Tracce
Download digitale
1. Roses (featuring Rozes) – 3:46

Download digitale – remix
1. Roses (featuring Rozes) (The Him Remix) – 2:57
2. Roses (featuring Rozes) (Zaxx Remix) – 3:10
3. Roses (featuring Rozes) (King Arthur Remix) – 3:04
4. Roses (featuring Rozes) (Loosid Remix) – 3:45

## Classifiche
| Classifica (2016) | Posizione massima |
| ----------------- | ----------------- |
| Australia         | 5                 |
| Austria           | 18                |
| Belgio (Fiandre)  | 31                |
| Belgio (Vallonia) | 22                |
| Brasile (airplay) | 4                 |
| Canada            | 6                 |
| Danimarca         | 29                |
| Europa            | 2                 |
| Finlandia         | 18                |
| Francia           | 26                |
| Germania          | 24                |
| Irlanda           | 7                 |
| Italia            | 42                |
| Giappone          | 2                 |
| Norvegia          | 8                 |
| Nuova Zelanda     | 8                 |
| Paesi Bassi       | 18                |
| Regno Unito       | 3                 |
| Repubblica Ceca   | 20                |
| Scozia            | 1                 |
| Slovacchia        | 10                |
| Stati Uniti       | 6                 |
| Svezia            | 13                |
| Svizzera          | 20                |
| Ungheria          | 9                 |